# 拖尼龍屬
拖尼龍屬（屬名：Tornieria）是種蜥腳下目恐龍，生存於侏儸紀晚期的坦尚尼亞。拖尼龍擁有非常複雜的分類歷史。

## 分類歷史
在1908年，古生物學家埃伯哈德·弗拉士（Eberhard Fraas）鑑定了兩種在坦尚尼亞發現的蜥腳類恐龍，分別名為Gigantosaurus robusta與G. africanus。在1908年，席尼·賀頓（Sidney H. Haughton）命名了第三個相關種G. dixeyi，後被重新歸類於馬拉威龍。
但是，Gigantosaurus已經使用在一種歐洲蜥腳類恐龍（巨太龍）上。其他的古生物學家將這兩個種重新命名為拖尼龍（Tornieria）。在1961年，沃納·詹尼斯（Werner Janensch）重新檢驗拖尼龍，他發現非洲拖尼龍其實是北美洲重龍的一種，但有些古生物學家不同意這個說法；而T. robusta被建立為泰坦巨龍類的詹尼斯龍。
如同詹尼斯所宣稱的，拖尼龍屬擁有兩個可能種：非洲拖尼龍、纖細拖尼龍（如果拖尼龍與重龍並非同種生物）。
如果拖尼龍與重龍是同一屬，拖尼龍將遭到廢棄。